# Kieswet (België)
In België bestaan er verschillende kieswetten. Elke kieswet bepaalt voor de verkiezing waarop zij van toepassing is wie er gerechtigd is als kiezer te stemmen, wie er kandidaat kan zijn en hoe de lijsten worden samengesteld, wie de bevoegdheid heeft om de verkiezingen te organiseren en hoe ze praktisch worden georganiseerd (ingericht).

## Federale Kieswet
De federale kieswet is van toepassing op de Europese, Federale en Regionale verkiezingen.
De wet van 11 april 1994 inzake de geautomatiseerde stemming.
De wet van 23 maart 1989 inzake de verkiezing van het Europees Parlement.

### Regionale verkiezingen
De wet van 16 juli 1993 inzake de verkiezing van het Vlaams Parlement en het Waals Parlement met uittreksel uit de bijzondere wet van 8 augustus 1980 tot hervorming der instellingen – verkiezing van het Vlaams Parlement en het Waals Parlement.
De wet van 6 juli 1990 inzake de verkiezing van het Parlement van de Duitstalige Gemeenschap.
De wet van 12 januari 1989 inzake de verkiezing van het Brussels Hoofdstedelijk Parlement met uittreksel uit de bijzondere wet van 12 januari 1989 met betrekking tot de Brusselse instellingen.

## Provinciekieswet
De provinciekieswet is van toepassing op de verkiezing van de provincieraden.

## Gemeentekieswet
De gemeentekieswet is van toepassing op de verkiezing van de stads- en gemeenteraden.
Sinds 1994 kunnen inwoners van België, afkomstig uit één der lidstaten van de Europese Unie, met een andere nationaliteit dan de Belgische deelnemen aan gemeenteraadsverkiezingen na inschrijving in de kiezerslijsten.
Sinds 2004 kunnen onder bepaalde voorwaarden inwoners van België, afkomstig van buiten de Europese Unie, met een andere nationaliteit dan de Belgische na inschrijving in de kiezerslijsten deelnemen aan de verkiezingen.